# 内野本郷
内野本郷（うちのほんごう）は、埼玉県さいたま市西区の大字。 郵便番号は331-0045。

## 地理
さいたま市西区の北部の概ね大宮台地上に位置する。地区の東側を北区日進町、南側を宮前町、西側を清河寺、北側を西新井や上尾市戸崎と隣接する。清河寺交差点の南東側に飛び地がある外、荒川の河川区域内である川越市と西区との市境付近に飛び地が二ヶ所存在する。荒川にある飛び地は内野本郷村ほか、かつて指扇領内の村々が領有していた入会地の名残である。東の境界は鴨川および浅間川が流れ、周辺はそれらによって開析された低地である。地内は浅間川および鴨川流域沿いのごく一部を除き市街化区域に指定され住宅地である。近年までは農地などが目立ったが、日進駅や宮原駅からも近く、新大宮バイパスや上尾道路などの幹線道路に近い。1972年（昭和47年）1月に内野本郷土地区画整理事業が都市計画決定されたが、合意形成が困難な状況で放置されたため、区画整理されることなく2014年（平成26年）3月31日に都市計画が廃止された。

## 歴史
もとは江戸期より存在した武蔵国足立郡指扇領に属する内野本郷村であった。古くは中世末期頃より存在した水判土荘の内野郷に属していたと云われている。村高は正保年間の『武蔵田園簿』では135石（田82石余、畑52石余、野銭永135文）、『元禄郷帳』では167石、『天保郷帳』では193石余であった。助郷は中山道上尾宿に出役していた。化政期の戸数は26軒で、村の規模は東西9町、南北9町であった。荒川に下谷原入会地を有していた。内野郷の中心に位置していたことが地名の由来である。
- 1590年（天正18年）より領域の知行は旗本三宅氏[4]。
- 1596年（慶長元年）より幕府領[4]となる。1623年（元和9年）より知行は旗本山内氏。
- 1689年（元禄2年）より再び幕府領となる。1702年（元禄15年）より知行は旗本小川氏[4]。
- 1828年（文政11年）より上尾宿寄場64か村組合に所属[4]。
- 幕末の時点では足立郡に属し、明治初年の『旧高旧領取調帳』の記載によると、小川源之進の知行[8]。
- 1869年（明治2年）12月2日 - 旗本領が上知され、浦和県の管轄となる（府藩県三治制も参照）。
- 1871年（明治4年）11月13日 - 第1次府県統合により埼玉県の管轄となる。
- 1879年（明治12年）3月17日 - 郡区町村編制法により成立した北足立郡に属す。郡役所は浦和宿に設置。
- 1889年（明治22年）4月1日 - 町村制施行に伴い、指扇村・宝来村・峯岸村・内野本郷村・西新井村・中釘村・清河寺村・高木村・指扇領辻村・指扇領別所村が合併して指扇村が成立。指扇村の大字内野本郷となる。
- 1955年（昭和30年）1月1日 - 指扇村が馬宮村・植水村・片柳村・春岡村・七里村とともに大宮市へ編入され[9]、大宮市の大字となる。
- 1972年（昭和47年）1月 - 「内野本郷土地区画整理事業」の都市計画決定。
- 1978年（昭和53年）2月28日 - 女子聖学院短期大学付属幼稚園（現、聖学院みどり幼稚園）が開園する[10]。
- 2001年（平成13年）5月1日 - 大宮市が、浦和市、与野市と合併しさいたま市となり、さいたま市の大字となる。
- 2003年（平成15年）4月1日 - さいたま市が政令指定都市に移行しさいたま市西区の大字となる。
- 2014年（平成26年）3月31日 - 「内野本郷土地区画整理事業」の都市計画廃止[6]。同時にそれに代わる「内野本郷地区地区計画」の都市計画決定。

## 世帯数と人口
2017年（平成29年）9月1日現在の世帯数と人口は以下の通りである。
| 大字     | 世帯数    | 人口    |
| -------- | --------- | ------- |
| 内野本郷 | 2,259世帯 | 5,409人 |

## 小・中学校の学区
市立小・中学校に通う場合、学区（校区）は以下の通りとなる。
| 番地 | 小学校                   | 中学校                 |
| ---- | ------------------------ | ---------------------- |
| 全域 | さいたま市立日進北小学校 | さいたま市立宮前中学校 |

## 交通
- 鉄道は敷設されていないが、最寄駅としては川越線日進駅などが近い[12]。

### 道路
- 国道17号（上尾道路）
- 国道16号（新大宮バイパス）
- 埼玉県道216号上野さいたま線 - 飛地でかすめる
- 都市計画道路 宮原指扇線[5] - 宮原駅西口に至る幅員16 m2車線の市道
  - 共栄橋 - 鴨川に架かる橋

### バス
高崎線宮原駅西口方面からの路線バスが運行されている。さいたま市コミュニティバスは内野本郷方面へ運行されないが、替わりにさいたま市西区指扇地区乗合タクシー「あじさい号」の運行を実施している。
東武バスウエスト大宮営業事務所
地区内は「聖学院大学入口」、「内野本郷」停留所が設置されている。
さいたま市乗合タクシー「あじさい号」
地区内は「内野本郷」、「テニスコート前」停留所が設置されている。

## 地域

### 寺社
- 八雲神社
- 稲荷神社
- 観音堂

### 公園・緑地
- 内野本郷大空広場 - 内野本郷大空公園とも称される
- 新田広場 - 大空広場に隣接
- 内野本郷公園 - 聖学院みどり幼稚園の南東側に所在
- 上野原公園
- 上野原北公園
- 前原東公園
- 宮前広場 - 番場公園の対岸に位置する。

### 施設
- 内野本郷自治会館  - 大空広場に隣接。以前は八雲神社脇に立地していた[15]。
- 内野本郷共栄自治会館
- 聖学院みどり幼稚園
- まみ保育園
- ケア大宮花の丘
- 内野本郷排水機場 - 共栄橋の西詰に所在
- 大宮国際カントリークラブ - 飛び地に所在